# Tortue léopard
Stigmochelys pardalis
Pour les articles homonymes, voir Tortue et Léopard.
Genre
Synonymes
- Megachersine Hewitt, 1933

Espèce
Synonymes
- Testudo pardalis Bell, 1828
- Geochelone pardalis (Bell, 1828)
- Testudo pardalis babcocki Loveridge, 1935

Statut de conservation UICN

 LC  : Préoccupation mineure
Statut CITES
La Tortue léopard (Stigmochelys pardalis), unique représentant du genre Stigmochelys, est une espèce de tortues terrestres, de la famille des Testudinidae.

## Répartition
Cette espèce se rencontre en Afrique du Sud, dans l'Eswatini, en Namibie, au Botswana, au Zimbabwe, au Mozambique, en Zambie, au Malawi, au Congo-Kinshasa, en Angola, en Tanzanie, au Burundi, au Rwanda, en Ouganda, au Kenya, en Somalie, à Djibouti, en Éthiopie et au Soudan.
Sa présence est incertaine en Érythrée.

## Description

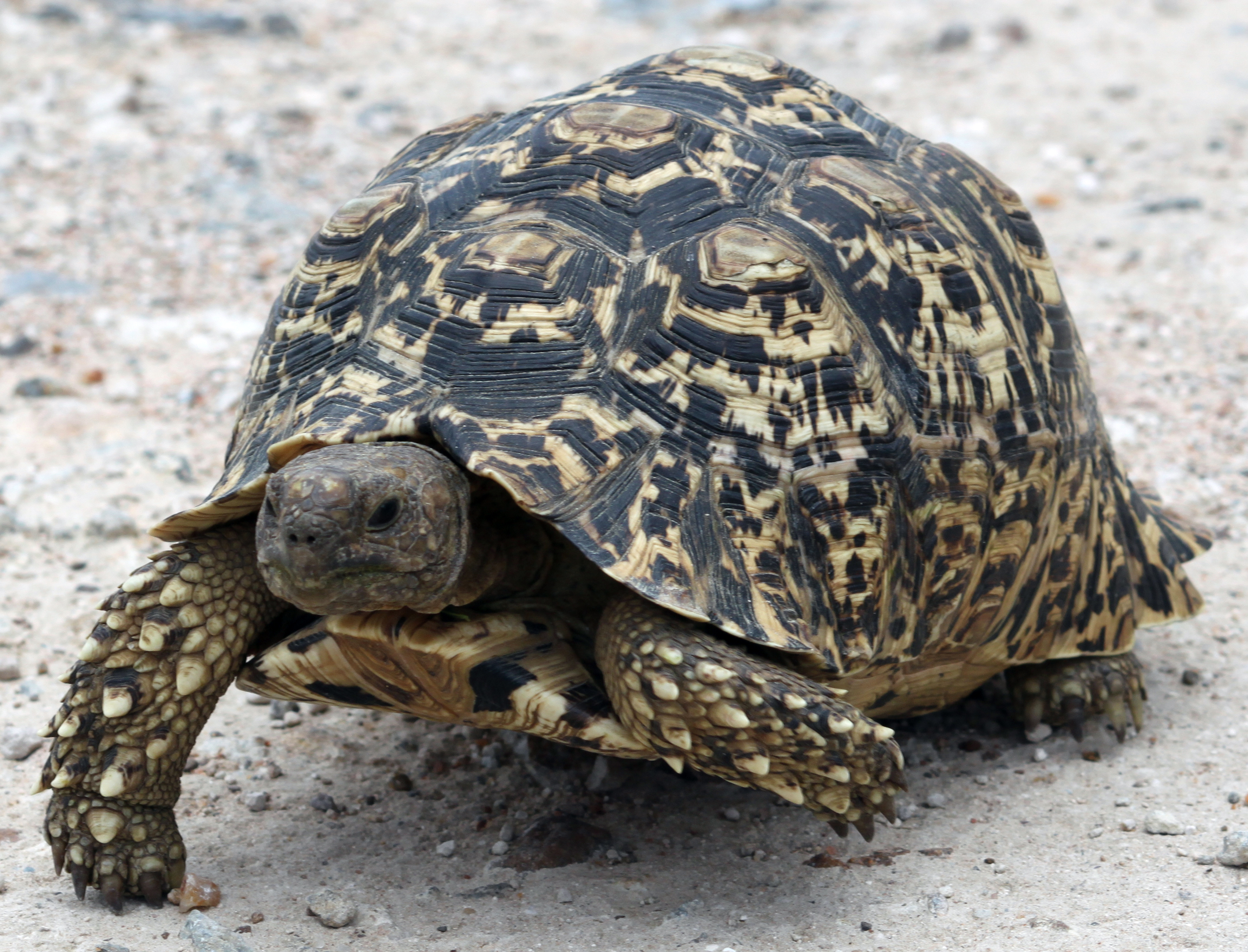
Stigmochelys pardalis.

La Tortue léopard est la quatrième plus grande espèce de tortue au monde, les adultes atteignant typiquement 40 cm de long et 13 kg. Les adultes tendent à être plus gros aux extrémités nord et sud de l'aire de répartition, y pesant typiquement jusqu'à 20 kg et pouvant atteindre exceptionnellement 70 cm de long et 40 kg.
La carapace est haute et bombée avec des flancs raides, presque verticaux. Les juvéniles et les jeunes adultes sont décorés de marbrures, taches, tirets ou rayures noirs sur fond jaune. Chez les adultes matures, les marques ont tendance à s'estomper pour devenir marron ou gris. La tête et les membres sont uniformément colorés en jaune, beige ou marron.
Exemple de courbe de poids d'une Tortue léopard.

## Écologie et comportement
La Tortue léopard est exclusivement herbivore. Son régime alimentaire se compose d'une grande variété de plantes, notamment des plantes herbacées, des chardons, des graminées et des plantes succulentes. Elle ronge parfois des os (voire des excréments) de hyènes pour obtenir le calcium nécessaire au développement de ses os et des coquilles de ses œufs. Les graines peuvent passer par l'intestin sans être digérées, de sorte que la Tortue léopard joue un rôle important dans la dispersion des graines. Normalement active pendant la journée, Elle l'est moins par temps chaud ou pendant la saison sèche,.
La tortue léopard atteint sa maturité sexuelle entre 12 et 15 ans et peut vivre jusqu'à 80 à 100 ans. Pendant la saison des amours, les mâles se battent pour les femelles, éperonnant et heurtant leurs concurrents. Ils suivent les femelles sur une assez longue distance, les poussant souvent à se soumettre. Lors de l'accouplement, le mâle émet des grognements. La nidification a lieu entre mai et octobre : la femelle creuse un trou et pond une couvée de 5 à 30 œufs. Jusqu'à cinq à sept couvées peuvent être pondues en une seule saison. L'incubation dure de 8 à 15 mois selon la température. Les œufs et les nouveau-nés ont de nombreux prédateurs, notamment les varans, les serpents, les chacals et les corbeaux. Les adultes ont peu de prédateurs naturels, mais on a signalé des attaques de lions et de hyènes.

## Galerie

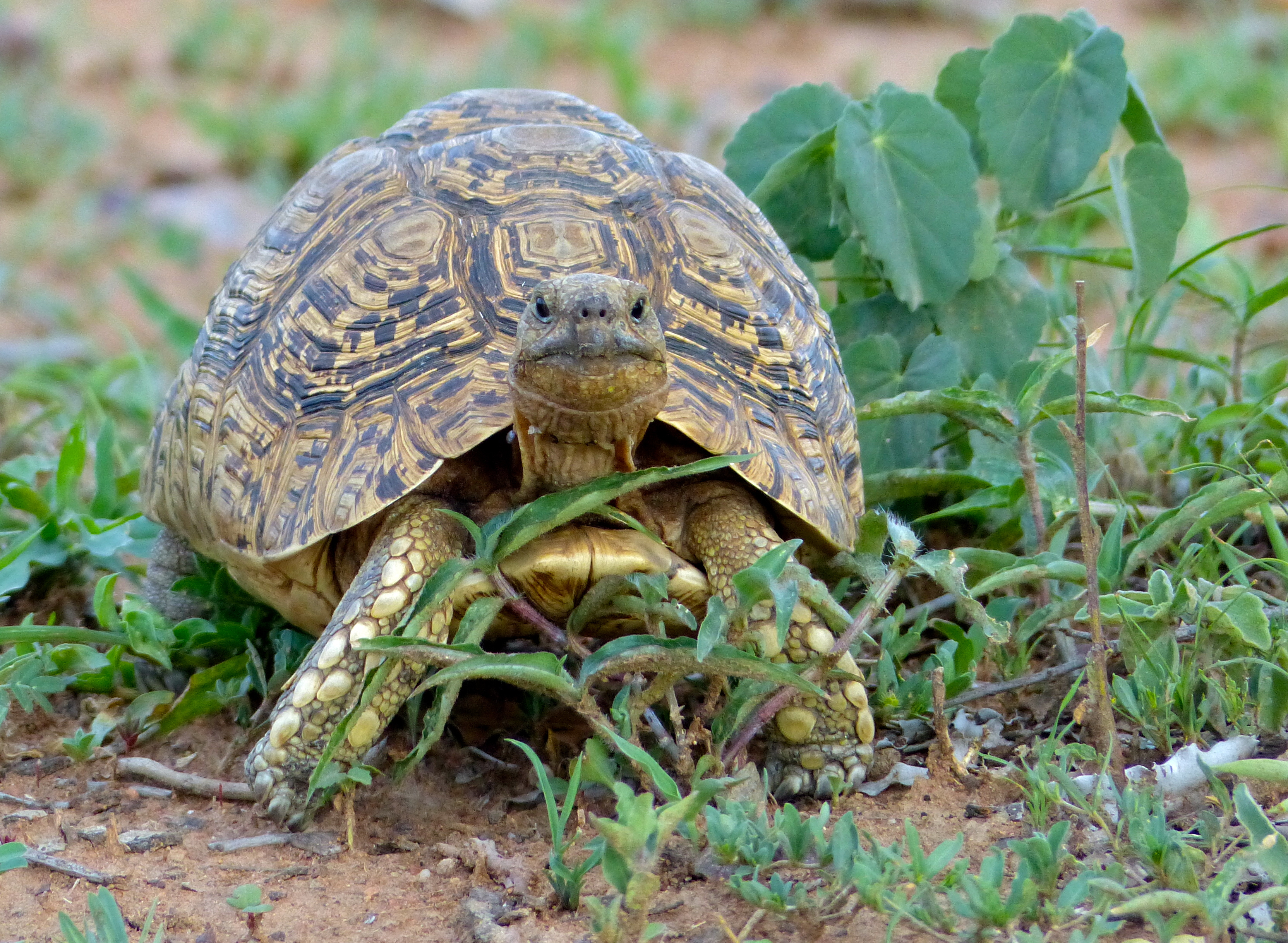
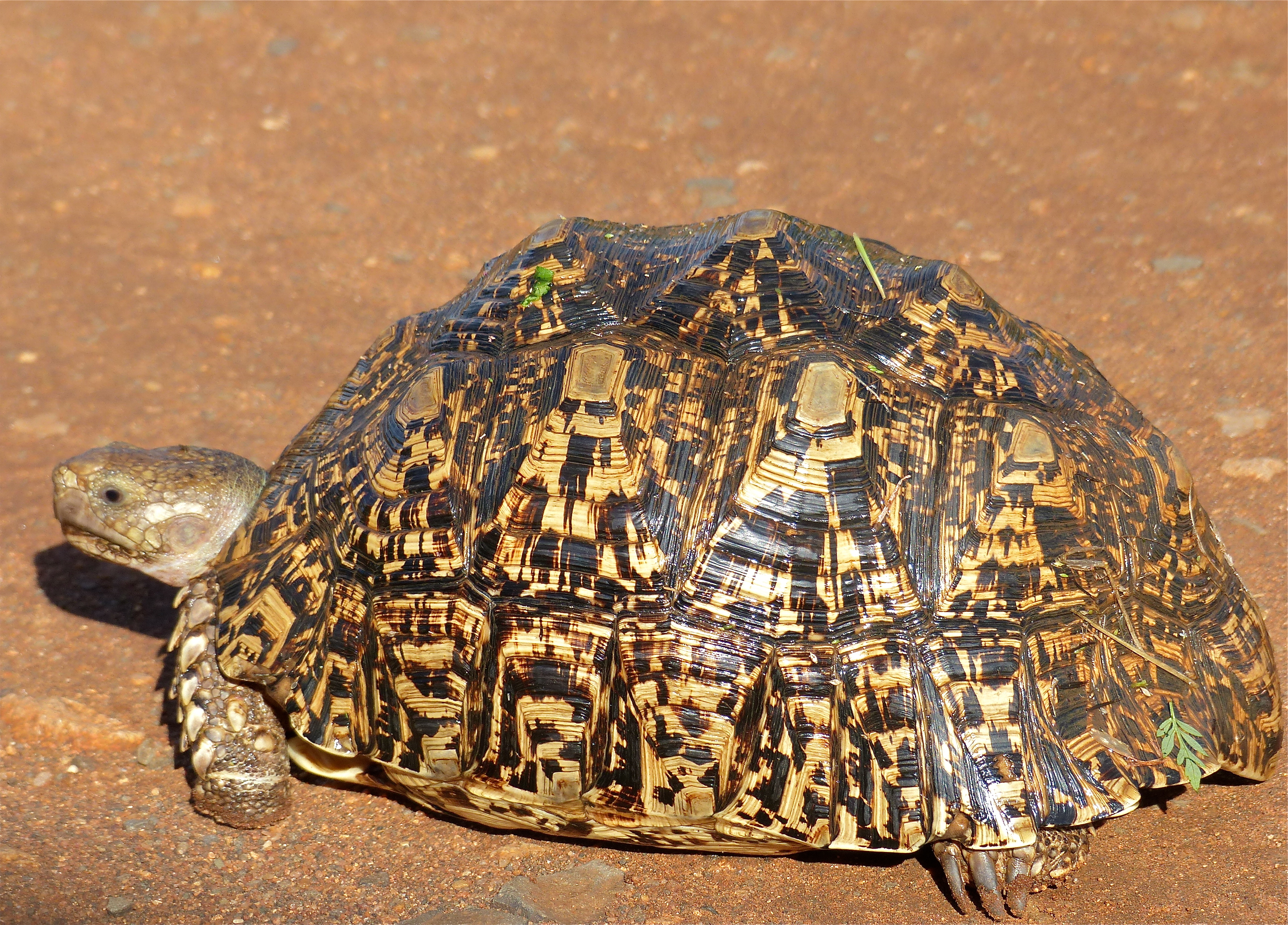
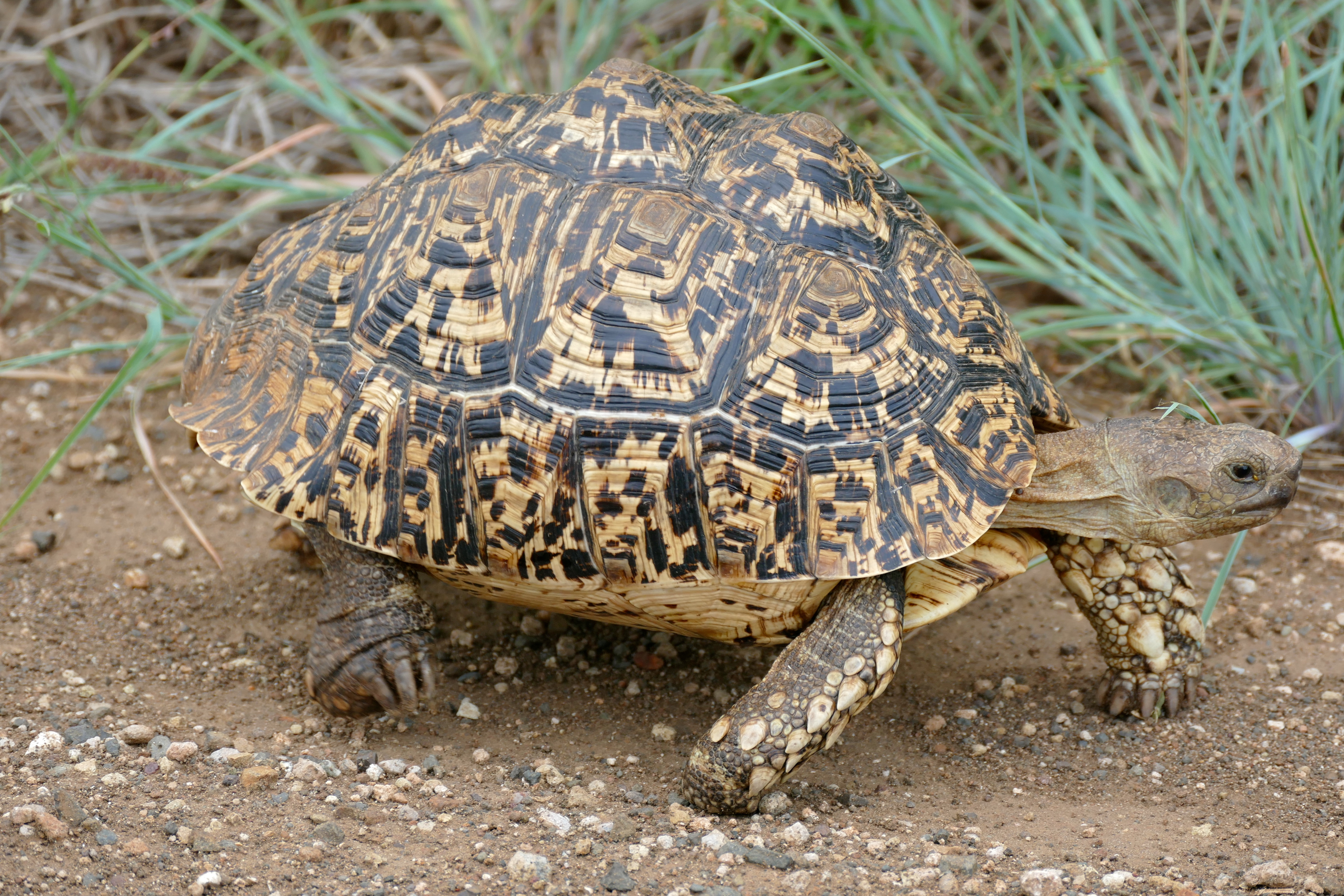
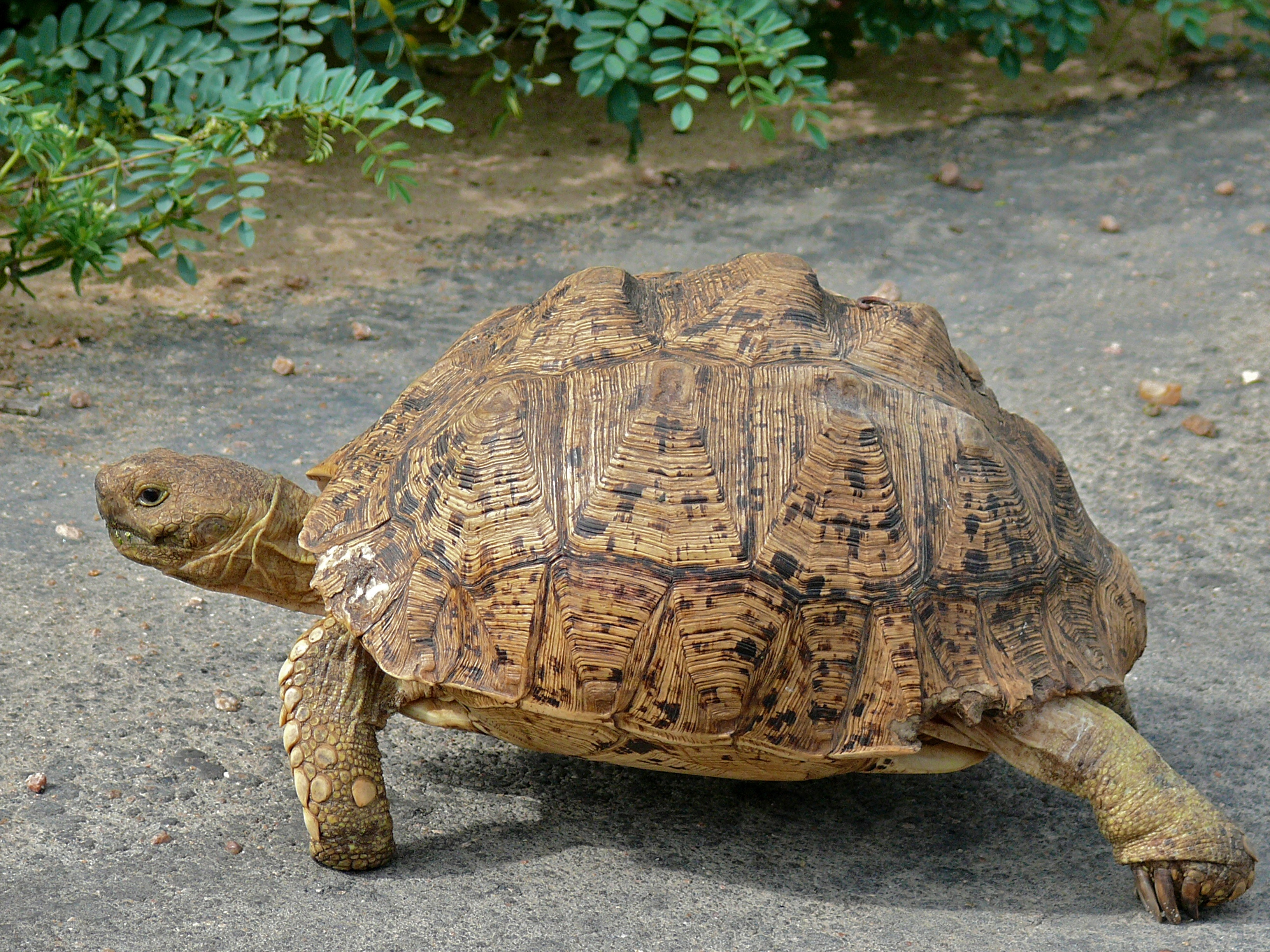
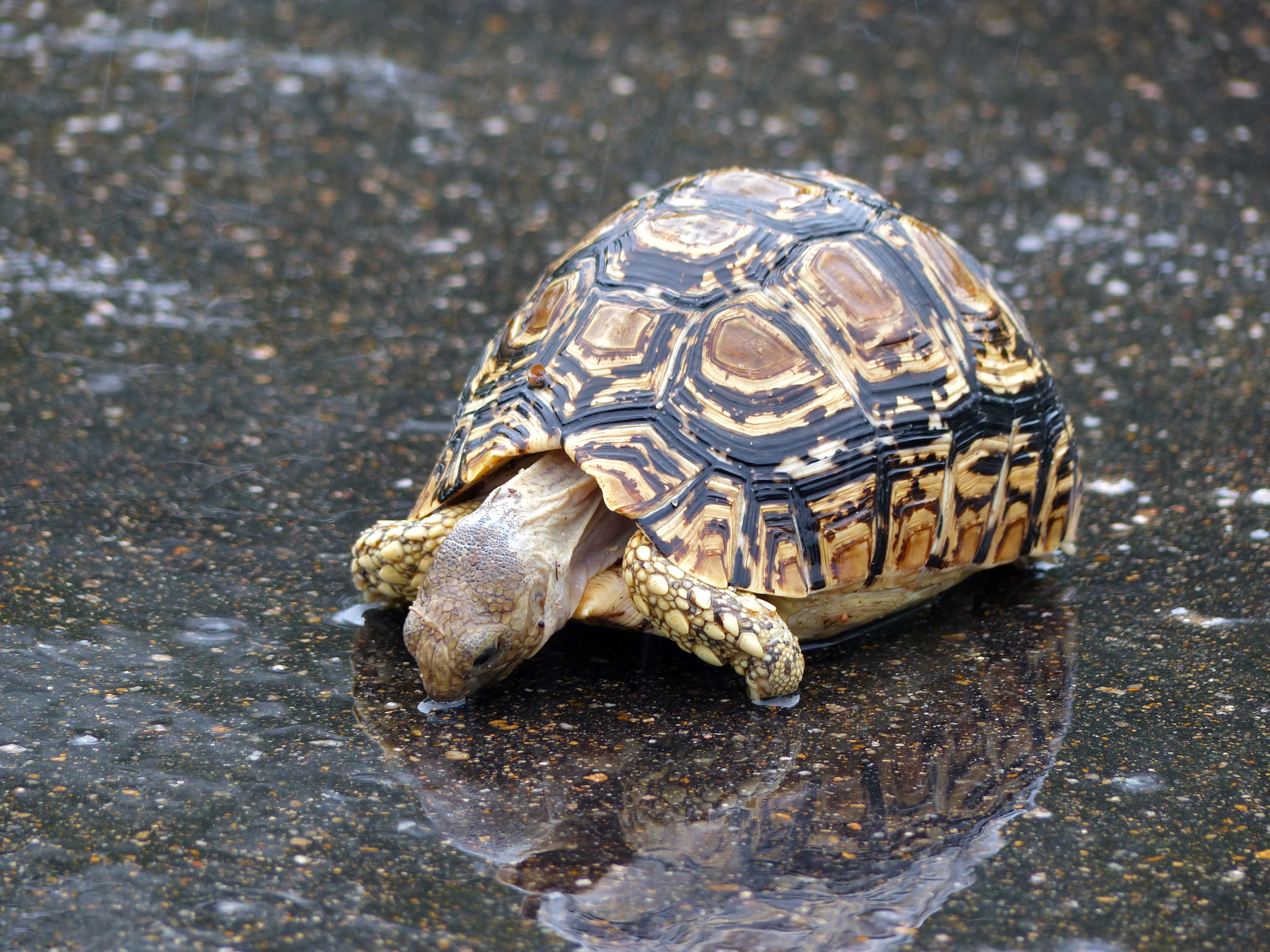
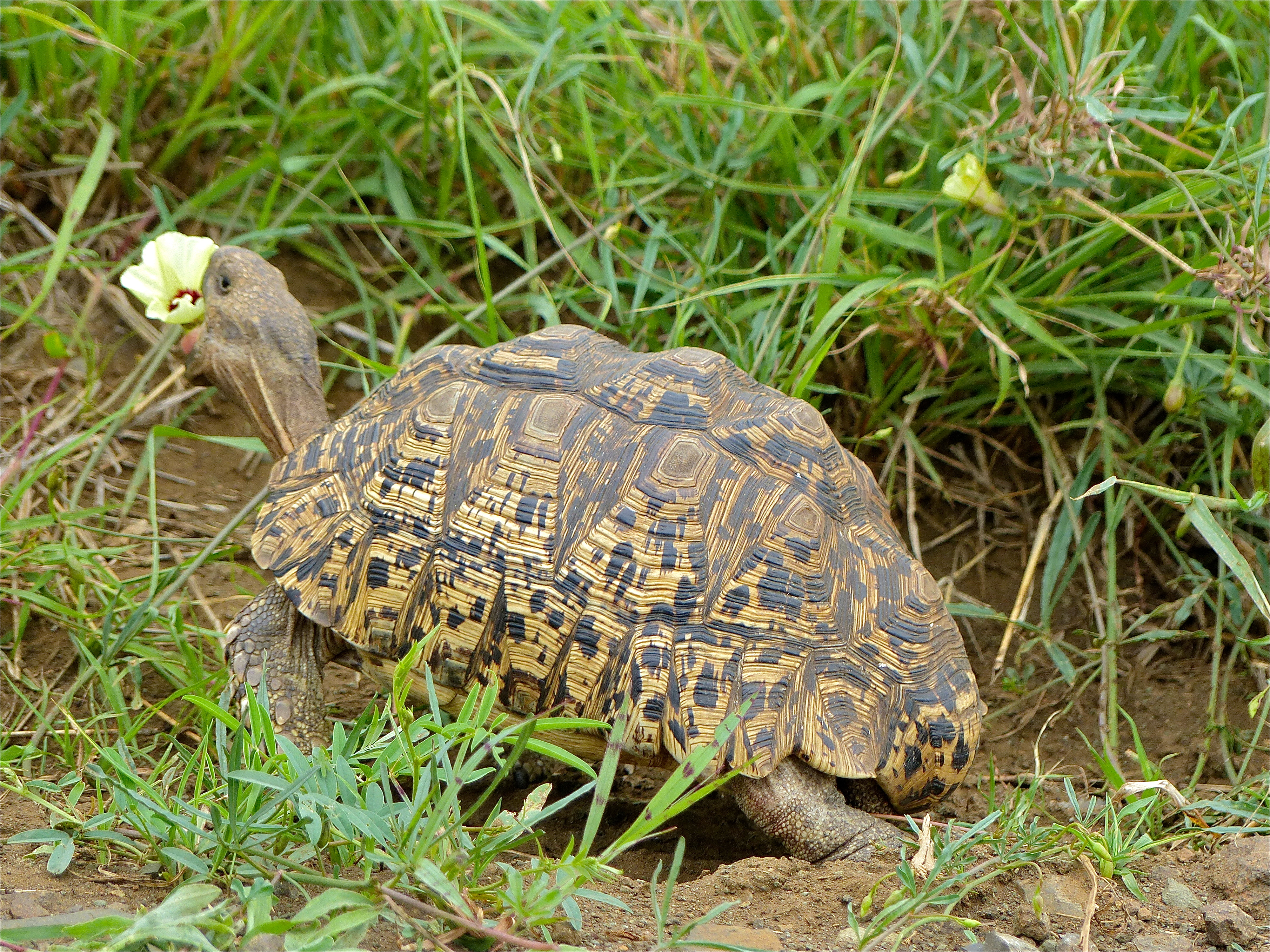
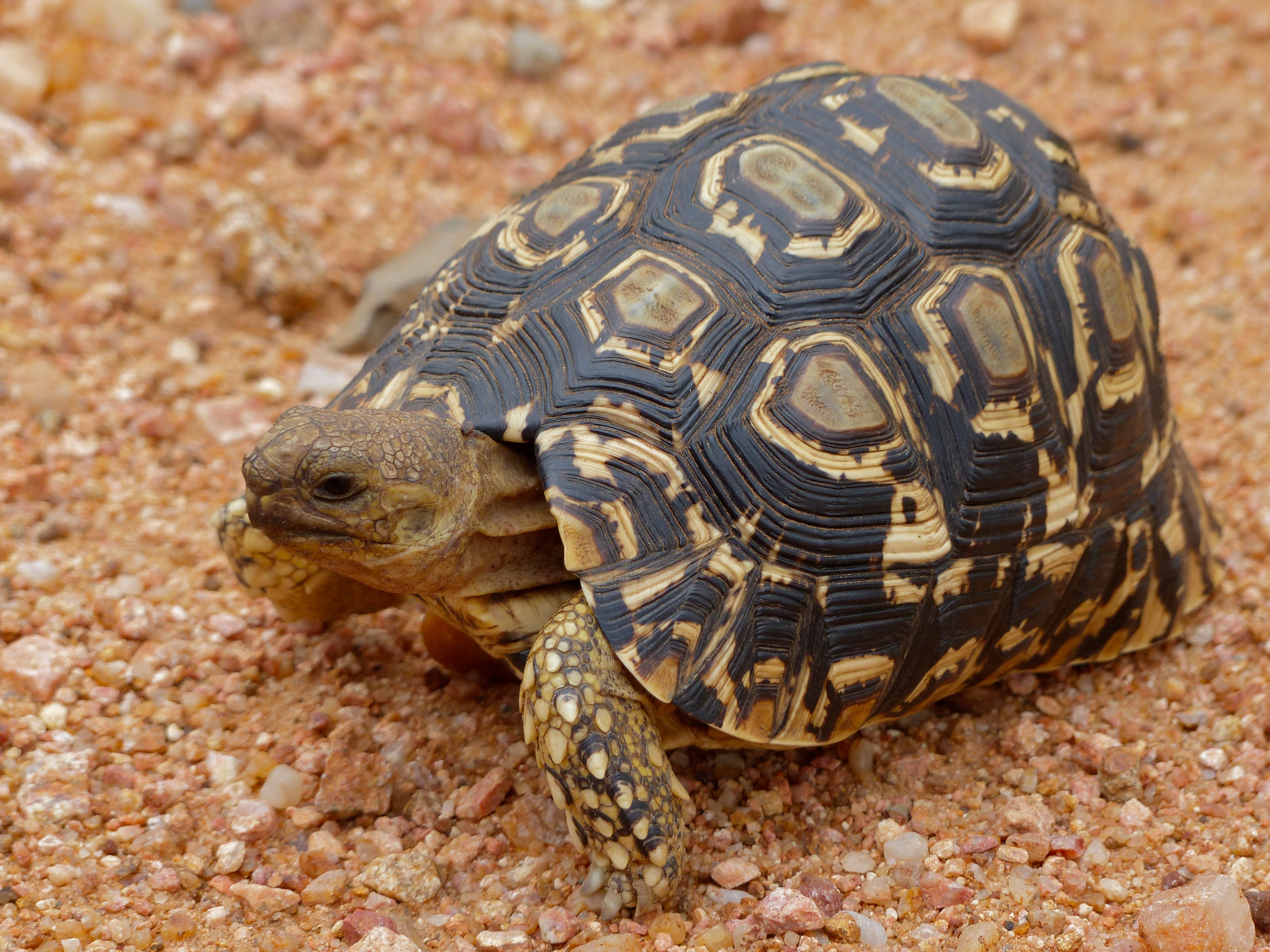
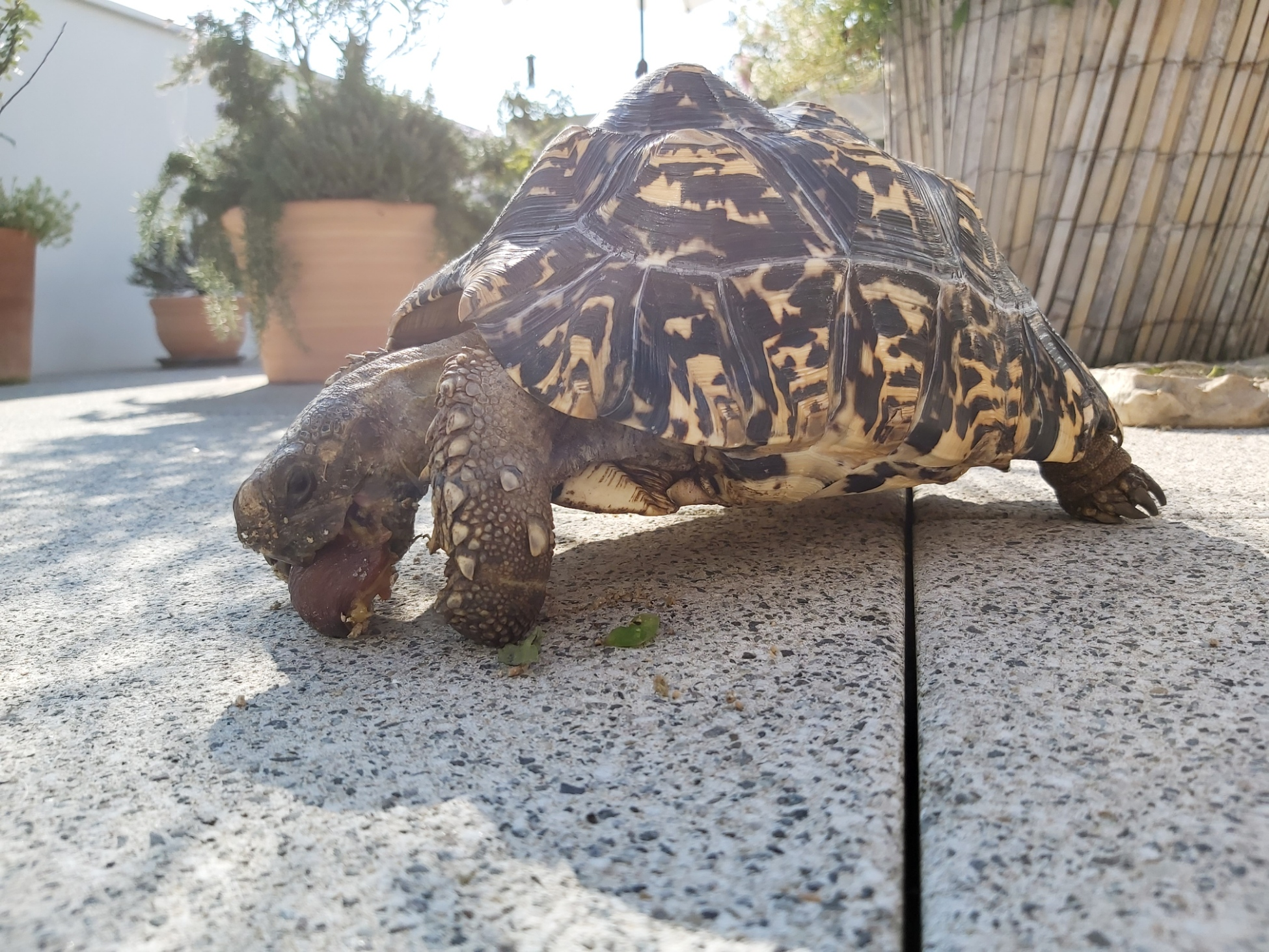

### Publications originales
- (en) Bell, 1828 : Descriptions of three new species of land tortoises, Zoological Journal, vol. 3, p. 419–421 (texte intégral).
- (en) Gray, 1873 : Hand-List of the Specimens of Shield Reptiles in the British Museum, Londres : British Museum, p. 1-124 (texte intégral).